# Tesoro de Lima
El Tesoro de Lima es un tesoro enterrado legendario supuestamente extraído de Lima, Perú, en 1820 y nunca recuperado. Se estima que vale hasta 160 millones de libras esterlinas o 208 millones de dólares actuales.

## Historia
España controlaba Lima desde el siglo XVI, cuando derrotó a los Incas. En los siglos que siguieron, la Iglesia católica reunió un gran tesoro en Lima. A principios del siglo XIX, España comenzó a tener dificultades con sus colonias debido a las guerras de independencia en América del Sur. Lima no fue la excepción, y en 1820 la ciudad sufrió una fuerte presión y finalmente tuvo que ser evacuada. (Véase también: Guerra de Independencia del Perú).
En 1820, Lima estaba al borde de la revuelta. Como medida preventiva, el virrey de Lima decidió transportar las grandes riquezas de la ciudad a México para su custodia. Los tesoros incluían piedras preciosas, candelabros y dos estatuas de oro macizo de tamaño natural de la Virgen María sosteniendo al niño Jesús. En total, el tesoro fue valuado entre $12 millones y $60 millones de dólares.
El capitán William Thompson, comandante del Mary Dear, se encargó de transportar las riquezas a México. Thompson y su tripulación demostraron ser incapaces de resistir la tentación; se volvieron piratas, degollaron a los guardias y sacerdotes acompañantes, y arrojaron sus cuerpos por la borda.
Thompson se dirigió a la Isla del Coco, frente a la costa de la actual Costa Rica, donde él y sus hombres supuestamente enterraron el tesoro. Entonces decidieron separarse y pasar desapercibidos hasta que la situación se calmara, momento en el que volverían a reunirse para repartirse el botín.
Sin embargo, el Mary Dear fue capturado y la tripulación fue procesada por piratería. Todos menos Thompson y su primer oficial, James Alexander Forbes, fueron ahorcados. Para salvar sus vidas, los dos acordaron llevar a los españoles al tesoro robado. Los llevaron hasta la Isla del Coco y luego lograron escapar a la selva. Nunca se volvió a ver a Thompson, al primer oficial y al tesoro, aunque se cree que Thompson regresó a Terranova con la ayuda de un barco ballenero. Forbes se instaló en California y se convirtió en un exitoso hombre de negocios, pero nunca volvió a la isla.

## Caza del tesoro
Desde entonces, cientos de cazadores de tesoros han viajado a la Isla del Coco y han tratado de encontrar el Tesoro de Lima, a veces también conocido como el Botín de Lima o el Tesoro de la Isla del Coco. Uno de los más notables fue el alemán August Gissler, que vivió en la isla desde 1889 hasta 1908. Otro fue el gánster estadounidense Bugsy Siegel y otro más fue el explorador neozelandés Frank Worsley. Ninguno logró encontrar el tesoro. Una teoría es que el tesoro no fue enterrado en absoluto en la Isla del Coco, sino en una isla desconocida frente a la costa de América Central. El gobierno de Costa Rica ya no permite la búsqueda de tesoros y cree que no existe ningún tesoro en esta isla.
Subrayando esta leyenda hay varios hechos:
- 1) En 1855, un periódico de Nueva York publicó una carta de 1854 desde San Francisco, California, que relataba que había una expedición del tesoro que iba a la Isla del Coco basándose en una confesión cercana al lecho de muerte; solo que el tesoro no procedía de Lima, sino que se alegaba que era de un galeón español que había sido capturado en 1816 por piratas y enterrado en la Isla del Coco.[5]
- 2) August Gissler, quien vivió en la Isla del Coco desde 1889 hasta 1908; su búsqueda del tesoro tampoco tuvo éxito: en más de veinte años nunca encontró más de seis monedas de oro a pesar de la búsqueda diligente.
- 3) Hacia 1929 se imprimió en un diario estadounidense la versión de la llamada Catedral de Lima/Tesoro de Lima.[6]

## Tesoro de Lima: Una exposición enterrada
En mayo de 2014 se llevó a cabo en la Isla del Coco un proyecto de arte llamado "Tesoro de Lima: Una exposición enterrada". Un contenedor con obras de arte de cuarenta artistas diferentes fue enterrado en un lugar secreto, y las coordenadas se subastaron.